# اسار انرژی
اسار انرژی (انگلیسی: Essar Energy) شرکت پالایش نفت هندی است، که در سال ۱۹۹۸ توسط گروه اسار تأسیس شد.